# Deuki
Deuki es una antigua costumbre practicada en las regiones occidentales de Nepal mediante la cual una niña era ofrendada en el templo hindú local para ganar mérito religioso.
Las niñas se convertían en deukis bien porque sus padres las ofrecían con la esperanza de ganar la protección y el favor de los dioses o bien porque sus padres las habían vendido a parejas pudientes que buscaban ganar una aprobación sagrada. Las familias pobres que ofrecían a sus hijas ganaban estatus y la aprobación de sus comunidades a causa del sacrificio que se consideraba que las mismas habían realizado. Además, se veían liberadas de la carga de tener que buscar maridos para sus hijas.
Luego de que las niñas fueran ofrecidas al templo, ni sus padres ni las parejas que las compraron las proveerían de ningún tipo de ayuda monetaria o tendrían algún contacto posterior con ellas. Ya que no eran consideradas para el matrimonio y no recibían dinero de aquellos que las dedicaron a sus templos, las deukis debían depender de las ofrendas monetarias al templo que realizaban los fieles. Sin ingresos, ni habilidades o educación, y la presión de las tradiciones folclóricas que creían que mantener relaciones sexuales con una deuki podía limpiar los pecados y traer buena suerte, muchas deukis se veían empujadas a ellas para sobrevivir, una forma de prostitución en la cual el sexo es intercambiado por elementos asociados a necesidades básicas como alimentos o resguardo.
A causa de la ley de Nepal que establece que la ciudadanía es conferida por la línea paterna, a menudo las hijas de las deukis, denominadas devis, no pueden ser ciudadanas de Nepal. Sin acceso a la educación y a otros servicios sociales, muchas devis se convierten en deukis. Si bien en el 2006 se modificó la legislación de forma que hace un poco más fácil para las deukis que sus hijos obtengan la ciudadanía si pueden probar que el padre es nepalí, sin embargo los descendientes por línea materna no poseen este derecho.

## Historia
Tradicionalmente, las niñas deuki eran ofrecidas a los templos a la edad de cinco o seis años- mientras todavía eran “puras”- para servir de esclavas sagradas o bailarinas del templo. Ellas realizaban diversas tareas para el templo al cual habían sido ofrecidas hasta que alcanzaban la pubertad, momento a partir del cual se esperaba que proveyeran de servicios sexuales a los sacerdotes y a los fieles.
Antiguamente el rol de las deukis en la sociedad era muy distinto de su realidad actual estigmatizada. Al respecto Robynne A. Locke describe el estatus de las seukis en la antigüedad:

"En el pasado, las adolescentes dedicadas a los templos tenían una posición de estatus en la sociedad. Para legitimizar su dedicación al templo y su matrimonio con el dios se llevaban a cabo ceremonias elaboradas y festejos, y su rol como cuidadoras del templo era valorado y respetado. A cambio de su servicio, las mujeres recibían un trozo de los terrenos propiedad del templo y acumulaban riqueza mediante las donaciones que se realizaban al dios. "

Sin embargo, con el transcurso del tiempo, el patronato de los templos fue cayendo en desuso y desapareció esta modalidad. Aunque aun las deukis eran respetadas por su estatus sagrado, rara vez ello era expresado mediante dinero.
En la actualidad, frecuentemente las deukis son desfloradas por un sacerdote inmediatamente después de ser ofrecidas al templo, cuando aún tienen cinco a siete años de edad. Abandonadas por sus padres y los sistemas de soporte de la sociedad, estas niñas crecen en forma libre sin educación o habilidades aprendidas. En trabajos recientes algunos autores han afirmado que el problema del tráfico sexual en Nepal se encuentra enraizado en tradiciones como el deuki, que fue el precedente para que las mujeres fueran consideradas más como objetos y símbolos que como personas. Otros afirman que la práctica del deuki en las comunidades nepalíes simplemente hace que las poblaciones se encuentren predispuestas a aceptar dichas prácticas.

## El deuki en la actualidad
El gobierno de Nepal abolió oficialmente la práctica del deuki a finales del siglo XX. Sin embargo hay niñas que continúan ingresando al sistema deuki. La Constitución de Nepal de 1990 considera reprobable el tráfico de personas y la explotación en nombre de la religión y la cultura, y se aprobaron diversas leyes que se esperaba deberían disminuir la cantidad de deukis. Sin embargo, según un informe de Naciones Unidas, entre 1992 y el año 2010 el número de deukis aumentó.
Se desconoce el número de deukis existentes a principios del siglo XXI, ya que no existen estadísticas al respecto. Las estimaciones van desde 2,000 hasta más de 30,000 deuki, con un gran margen de incerteza.
Sin embargo, el gobierno parece determinado a luchar contra el deuki y otras modalidades de explotación humana que han prevalecido en el oeste de Nepal durante siglos. Según Sher Jung Karki, del Ministerio de la Mujer, el Niño y el Bienestar Social, una nueva ley ayuda a proteger a las mujeres frente a diversos tipos de abusos, haciendo que “cada acto que promueve la discriminación y la violencia contra las mujeres en el nombre de la religión y las costumbres sea considerado una ofensa castigable.” Esta ley, asigna una responsabilidad mayor a los que llevan a cabo estos actos, incluidos la venta y discriminación de las niñas, al ampliar la definición de abuso y hacer que los castigos sean más severos con compensaciones monetarias obligatorias (incluyendo los costos de tratamientos de las consecuencias de los abusos sicológicos y físicos) para la víctima y encarcelamiento.
Algunas ONGs como por ejemplo Jandesh han trabajado con éxito en la rehabilitación de muchas deukis enseñándoles “a coser y tejer, a cuidar del ganado, trabajar en talleres artesanales y de belleza, como también a leer y a escribir” y haciendo que sus hijos asistan a la escuela. Sin embargo es más difícil el cambio en aquellas deukis de mayor edad. Los programas del gobierno y las ONG no se han concentrado tanto en su rehabilitación, por lo que reciben menos asistencia. Para estas mujeres es más difícil una transición a un estilo de vida diferente tras toda una vida como deuki.